# Каменный мост (Рига)
Каменный мост (латыш. Akmens tilts, до 1992 года — Октябрьский мост) — автодорожный мост через Даугаву в Риге, Латвия. Соединяет набережную 11 Ноября (центр Риги, правый берег) с бульваром Узварас (Пардаугава, левобережье Даугавы).
Выше по течению находится Железнодорожный мост, ниже — Вантовый мост.

## История
До строительства постоянного моста на этом месте располагался Понтонный мост, построенный в 1896 году.
Проект постоянного моста был разработан в московском институте «Проектстальконструкция», авторы проекта — инженер Г. Д. Попов и архитектор К. И. Яковлев. Строительные работы начались в 1955 году.
При проектировании было предусмотрено, что монтаж балок производится на берегу с продольной надвижкой в пролёт. Пролётное строение изготовлено таким образом, что низ балки горизонтален по всей длине пролётного строения, верх балки очерчен по ломаной на протяжении 143,75 м с каждой стороны и горизонтален на среднем участке пролётного строения длиной 179,4 м. Опорные части расположены на разных отметках с разницей между крайней и средней опорой 3,7 м, в результате чего при установке на опорные части балка изогнулась под собственным весом.
Открытие моста состоялось 21 июля 1957 года.

## Конструкция

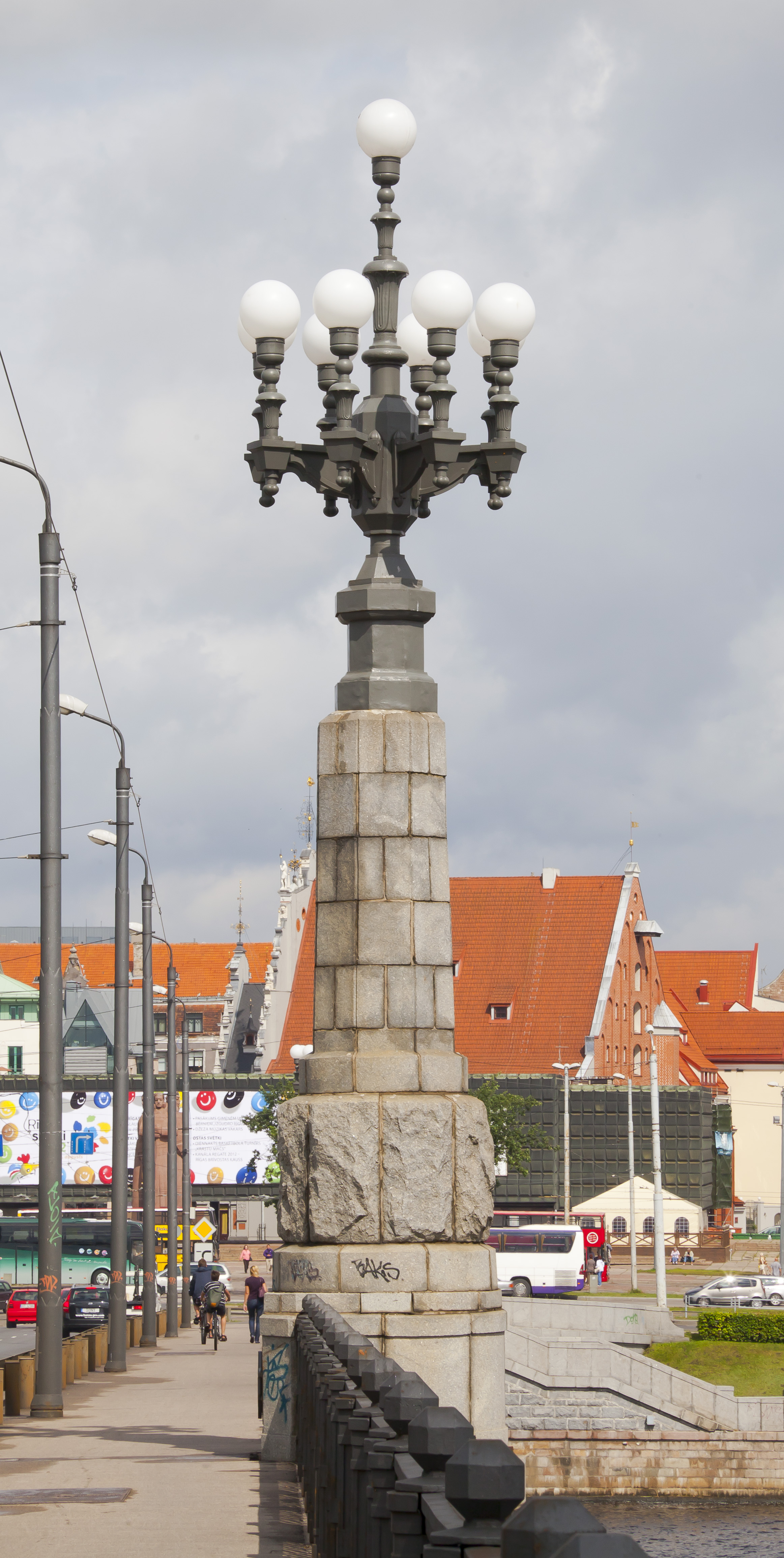
Торшер моста

Мост восьмипролётный сталежелезобетонный балочный. Схема разбивки на пролёты 50,6 + 64,4 + 75,9 + 85,1 + 75,9 + 64,4 + 50,6 + 24,0 м. Семь пролётов (из 8) перекрываются неразрезной балкой. Часть моста со стороны правого берега сделана подъёмной для пропуска судов в случае необходимости, однако её ни разу не поднимали.
Пролётное строение изготовлено из низколегированной стали. В поперечном сечении установлено 8 главных балок двутаврового сечения высотой 1,8—2,4 м. Балки объединены продольными и поперечными связями. Над балками устроена монолитная железобетонная плита проезжей части толщиной 18 см. Фундаменты опор сооружены на сборных опускных колодцах диаметром 5,1—5,7 м и длиной 13 м, заполненных бетоном. Тела опор из монолитного железобетона с массивной гранитной облицовкой. Длина моста составляет 503,12 м, ширина — 27,5 м (из них ширина проезжей части — 21,5 м и два тротуара по 3 м).
Мост предназначен для движения трамваев, автотранспорта и пешеходов. Проезжая часть включает в себя 4 полосы для движения автотранспорта и 2 трамвайных пути. Покрытие проезжей части и тротуаров — асфальтобетон. Тротуары отделены от проезжей части металлическим барьерным ограждением. Перильное ограждение чугунное индивидуального художественного литья с национальным орнаментом, заканчивается на устоях гранитным парапетом. При въездах на мост и над опорами установлены гранитные торшеры, увенчанные фонарями. На устоях устроены гранитные лестничные спуски на набережные.